# Cervejaria Chimay

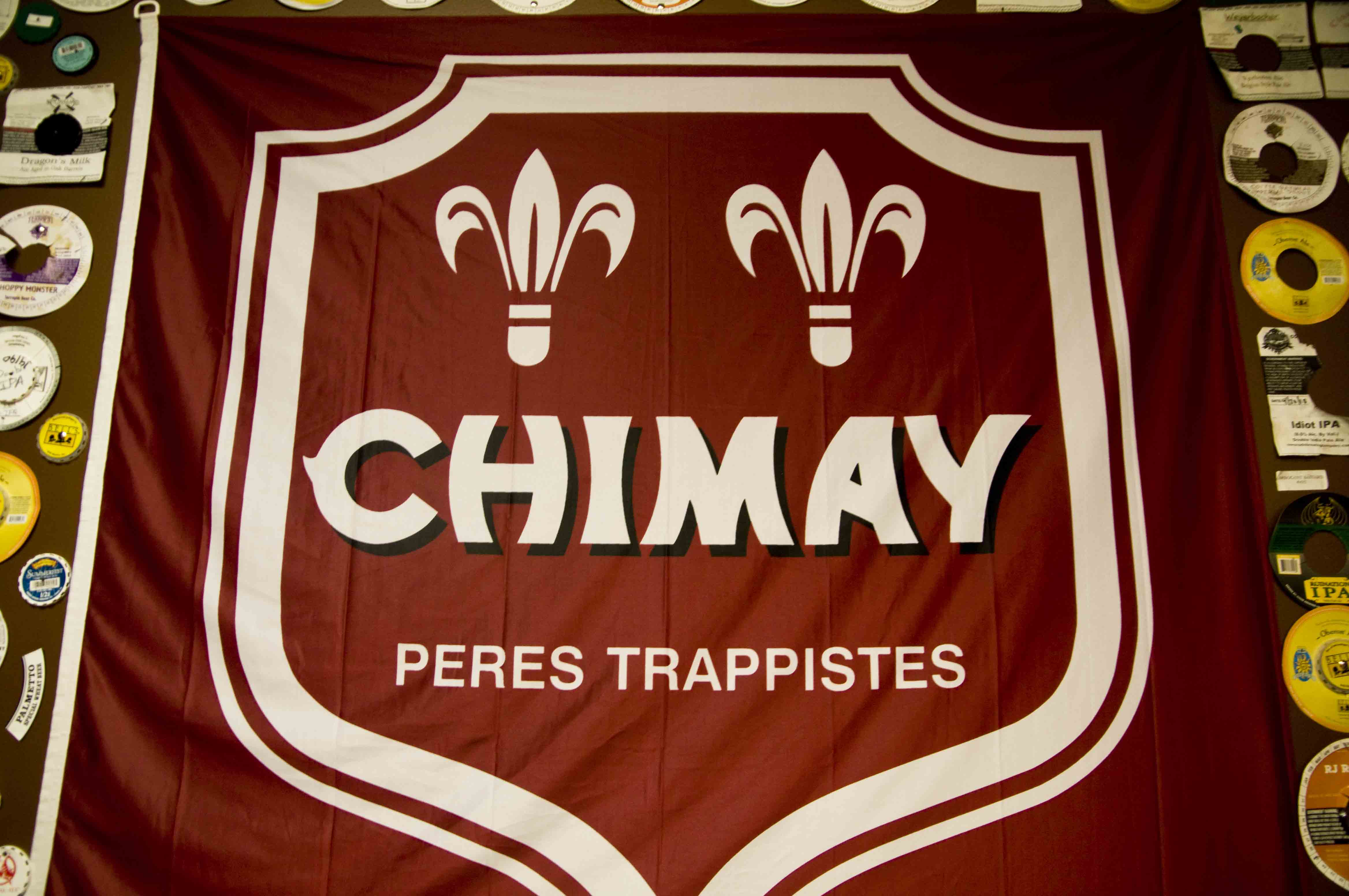
Logotipo

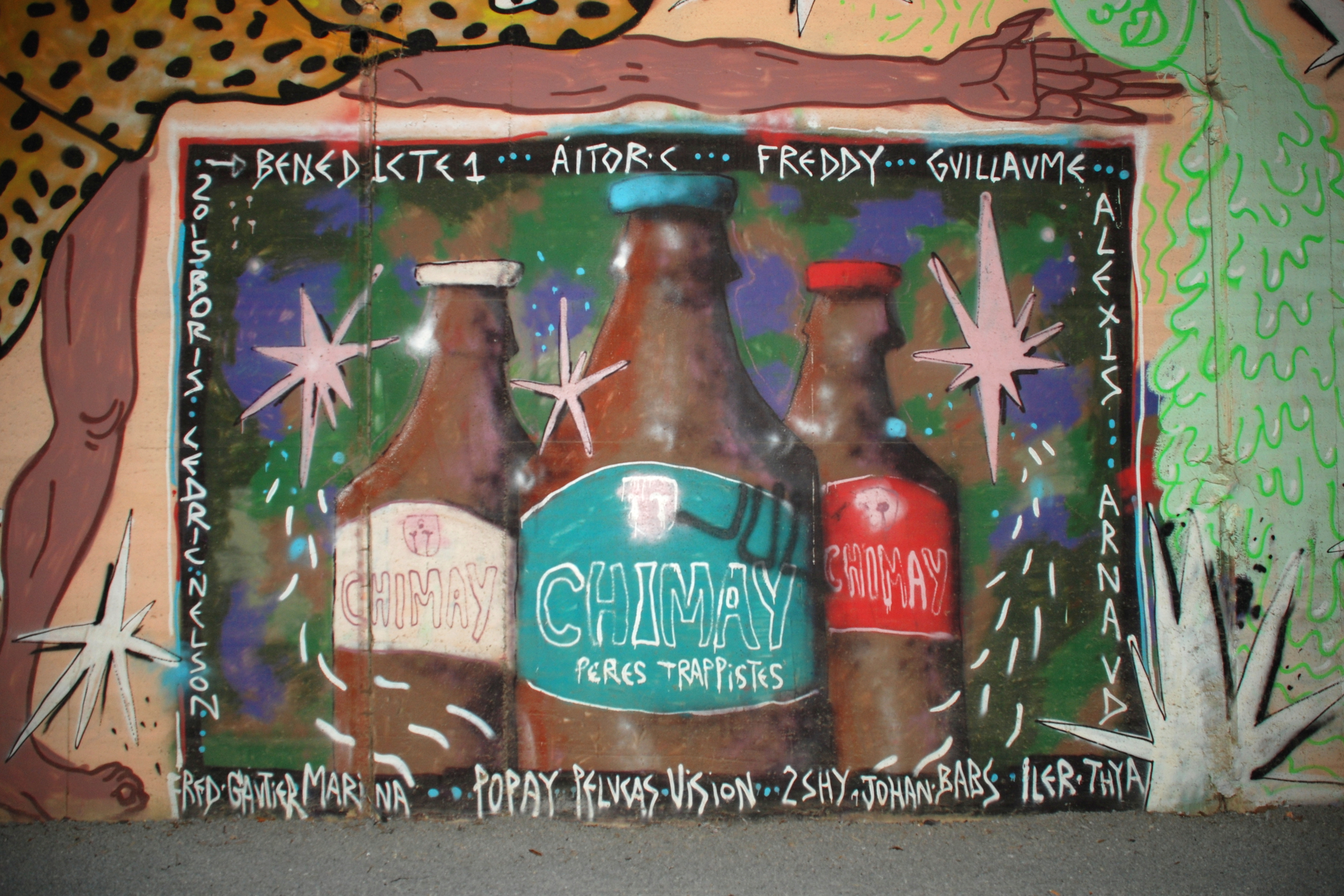
Garrafas de Chimay representadas num mural da estação de comboio Louvain-la-Neuve (Bélgica).

Cervejaria Chimay ("Bières de Chimay") é uma cervejaria em Chimay, sul de Hainaut, na Belgica. É uma das onze cervejarias que produzem cervejas Trapistas e a que produz as cervejas trapistas mais amplamente disseminadas. O monastério produz também quatro variedades de queijos.

## Cervejaria

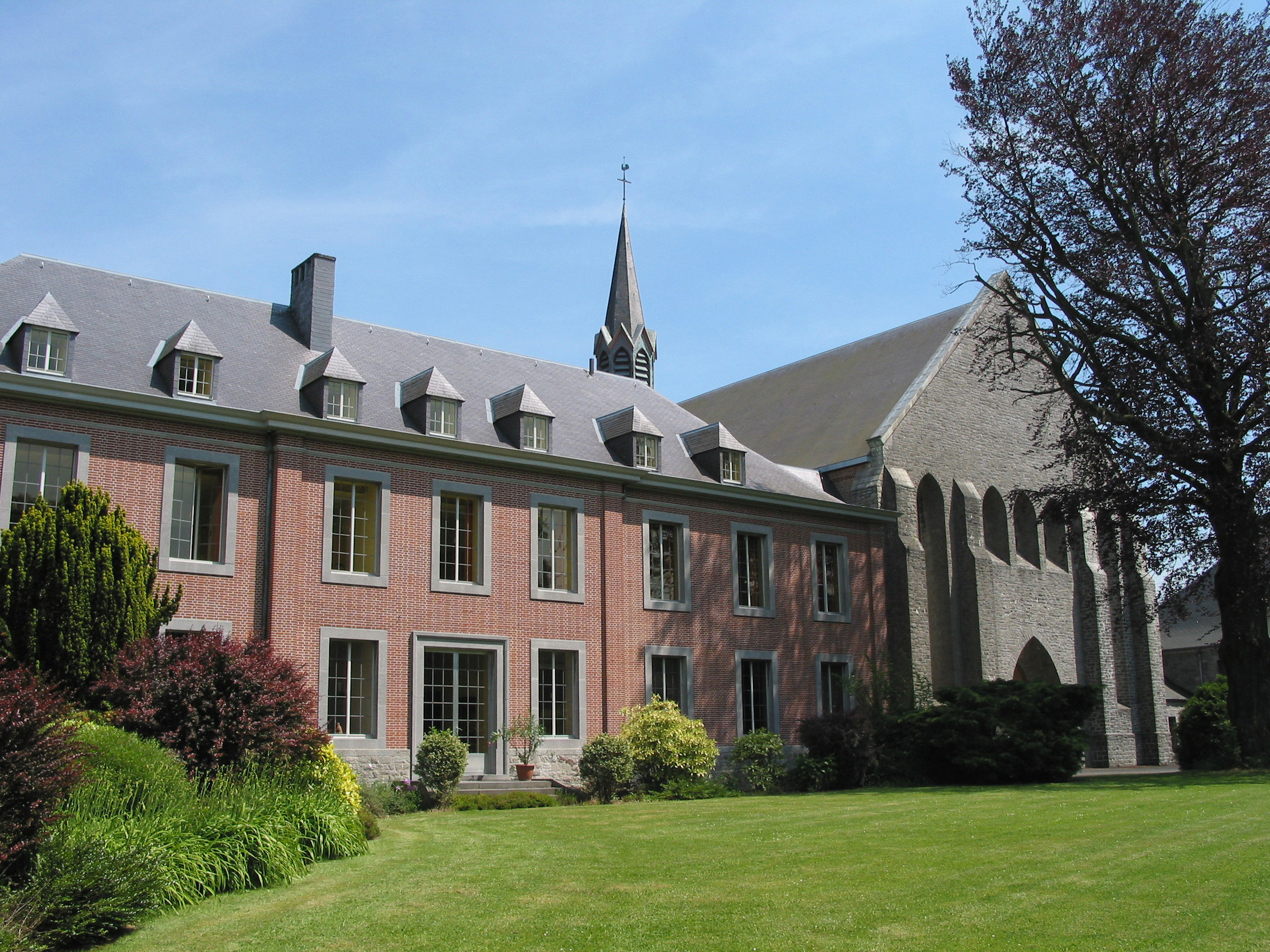
Abadia Scourmont em Chimay, Belgium

A cervejaria foi fundada dento da Abadia de Scourmont, no munípio belga de Chimay em 1862.
A cervejaria produz correntemente três cervejas amplamente distribuídas e uma patersbier exclusiva para os monges (eventualmente vendida como Chimay Gold). Foi a a primeira cervejaria a usa a designação Trappist Ale em seus rótulos.

## Cervejas

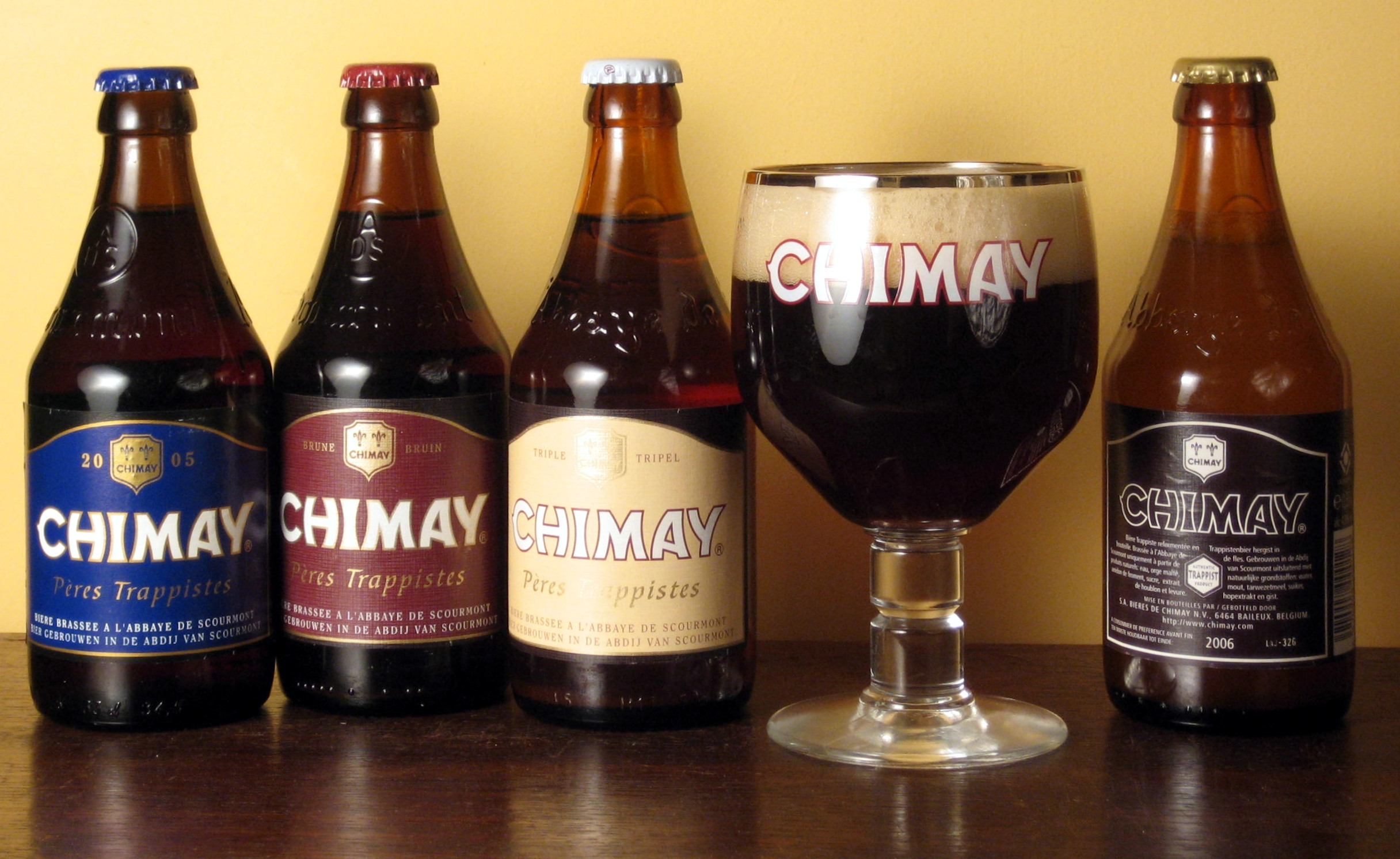
As quatro variedades de Chimay

- Chimay Red, 7% abv. Conhecida como Première. É uma dubbel com aroma frutado.
- Chimay Blue, 9% abv darker ale. Conhecida como Grande Réserve. Considerada a Chimay clássica.
- Chimay Chimay Triple, 8% abv golden tripel. Conhecida como Cinq Cents. É a mais lupulada e seca das três.
- Chimay Dorée (Golden), 4.8% abv ale É uma patersbier, feita com o propósito de ser bebida na abadia ou imediações. Os monges bebem mais esta variedade que as outras três mais fortes.[3][4]